# 루 (가수)
루(본명: 임하영, 1997년 12월 3일 ~ )는 걸 그룹인 네이처에 속해 있는 대한민국의 가수이다.

## 학력
- 2004~2010년 토월초등학교
- 2010~2013년 수지중학교
- 고등학교 졸업학력 검정고시
- 2016년~ 백제예술대학교 미디어음악과 (휴학)

## 출연

### 방송

#### 예능
- 2019년 SBS 《SBS 슈퍼콘서트 in 광주》
- 2019년 SBS 《SBS 슈퍼콘서트 in 인천》

### 공연

#### 음악
- 2019년 《NATURE 1ST 〈FANMEETING〉》
- 2019년 《SBS 슈퍼콘서트 in 광주》
- 2019년 《2019 MGMA (M2 X GENIE MUSIC AWARDS)》
- 2019년 《2019 K-WORLD FESTA [개막공연]》
- 2019년 《2019 K-WORLD FESTA [셀럽티비 라이브쇼]》
- 2019년 《2019 K-WORLD FESTA [폐막공연]》
- 2019년 《SBS 슈퍼콘서트 in 인천》

## 음반

### 비정규
- 2018년 네이처 - 《기분 좋아》
- 2018년 네이처 - 《썸 & 러브》
- 2019년 네이처 - 《I'm So Pretty》
- 2019년 네이처 - 《NATURE WORLD: CODE A》
- 2020년 네이처 - 《NATURE WORLD: CODE M》

## 수상
- 2018년 제2회 소리바다 베스트 케이뮤직 어워즈 신한류 루키상 (아이돌 부문)
- 2019년 제3회 소리바다 베스트 케이뮤직 어워즈 뮤직 스타상
- 2020년 제4회 소리바다 베스트 케이뮤직 어워즈 신한류 뮤직 핫스타상